# Baigneaux (Gironde)
Baigneaux (okzitanisch Banhaus) ist eine französische Gemeinde mit 443 Einwohnern (Stand 1. Januar 2022) im Département Gironde in der Region Nouvelle-Aquitaine (vor 2016 Aquitaine). Sie gehört zum Arrondissement Langon und zum Kanton L’Entre-deux-Mers. Die Einwohner werden Baigneaudais genannt.

## Geographie
Baigneaux liegt im Weinbaugebiet Entre deux mers, etwa 40 Kilometer ostsüdöstlich von Bordeaux und 25 Kilometer nördlich von Langon. Umgeben wird Baigneaux von den Nachbargemeinden Cessac im Norden, Frontenac im Osten, Martres im Südosten und Süden, Montignac im Süden und Westen sowie Bellebat im Westen und Nordwesten.

## Bevölkerungsentwicklung
| Jahr                       | 1962 | 1968 | 1975 | 1982 | 1990 | 1999 | 2011 | 2020 |
| Einwohner                  | 194  | 185  | 153  | 160  | 221  | 245  | 353  | 447  |
| Quellen: Cassini und INSEE |      |      |      |      |      |      |      |      |

## Sehenswürdigkeiten
- Kirche Saint-Pierre-et-Saint-Paul aus dem 16. Jahrhundert, Monument historique seit 2002
- Friedhofskreuz, seit 2002 Monument historique
- Schloss La Grave in Moustey

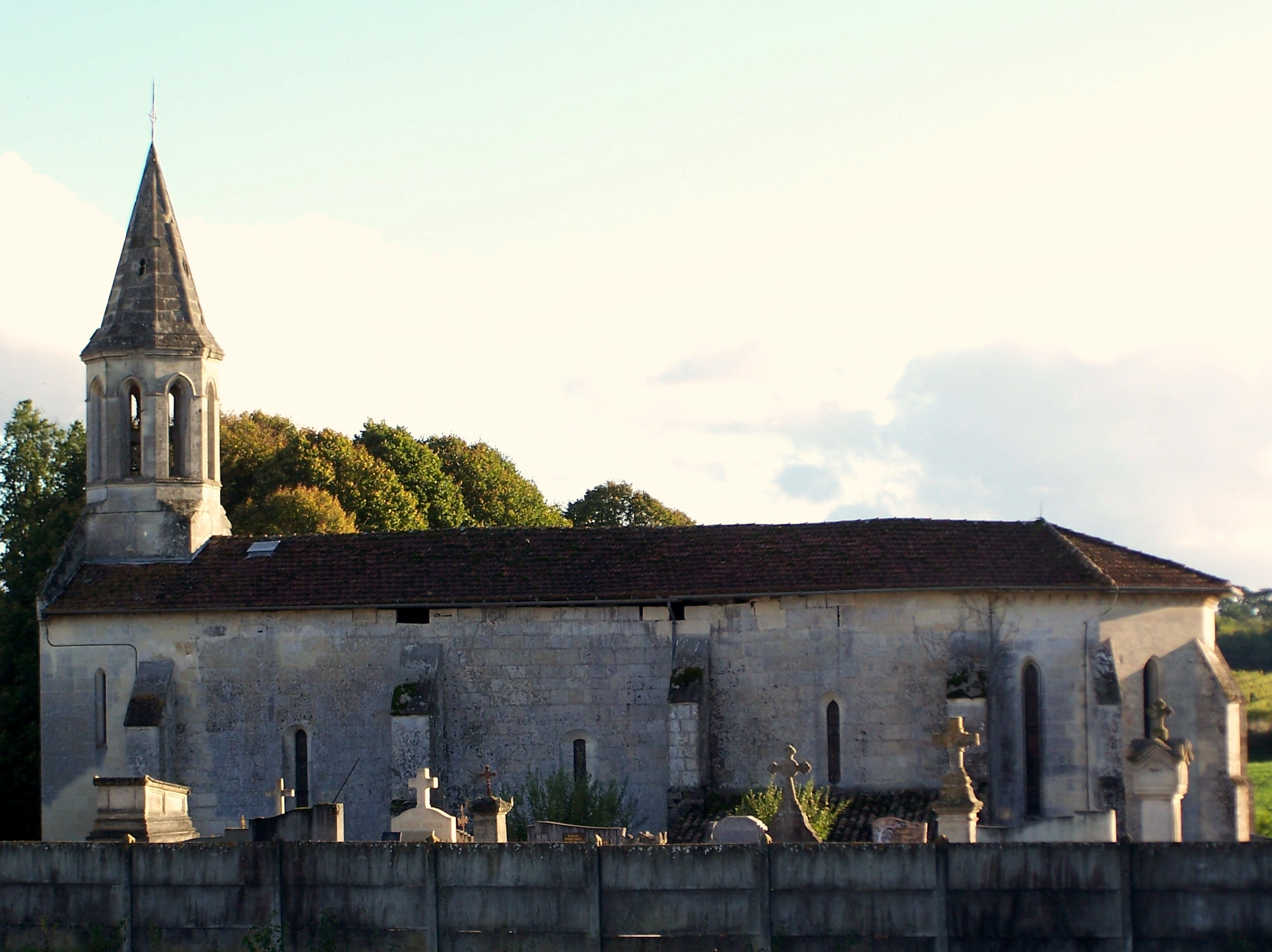
Kirche Saint-Pierre-et-Saint-Paul
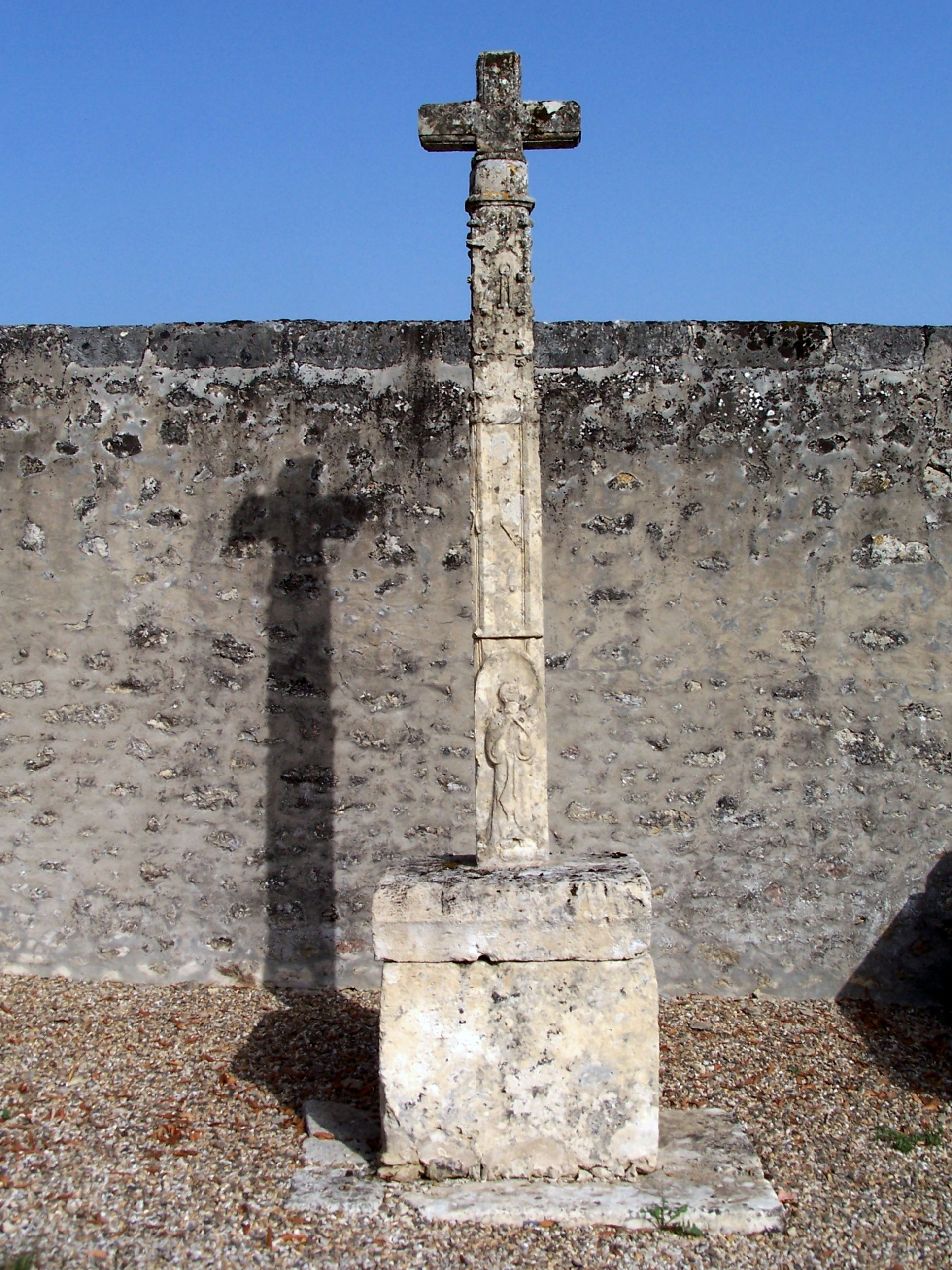
Friedhofskreuz
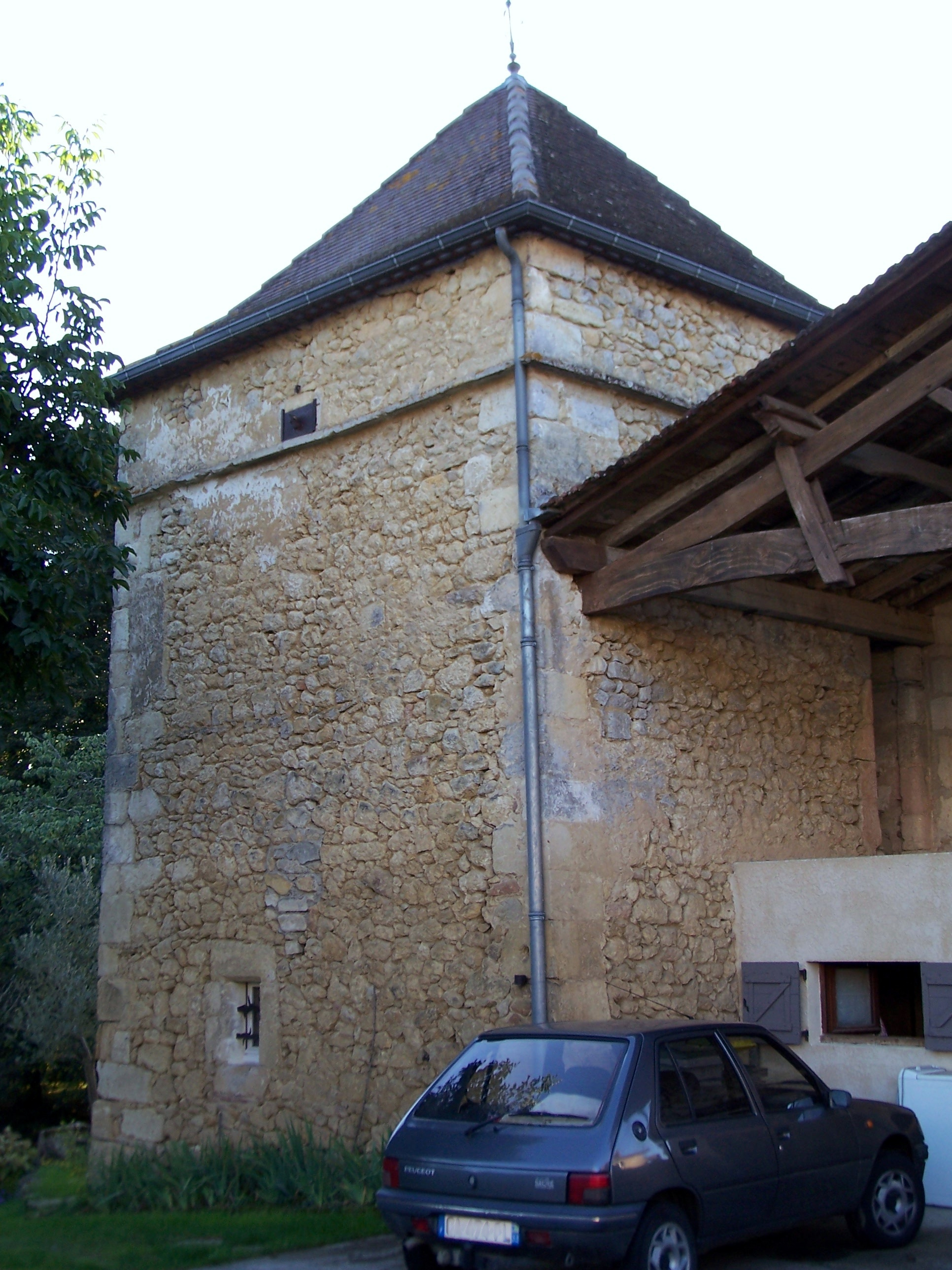
Taubenturm
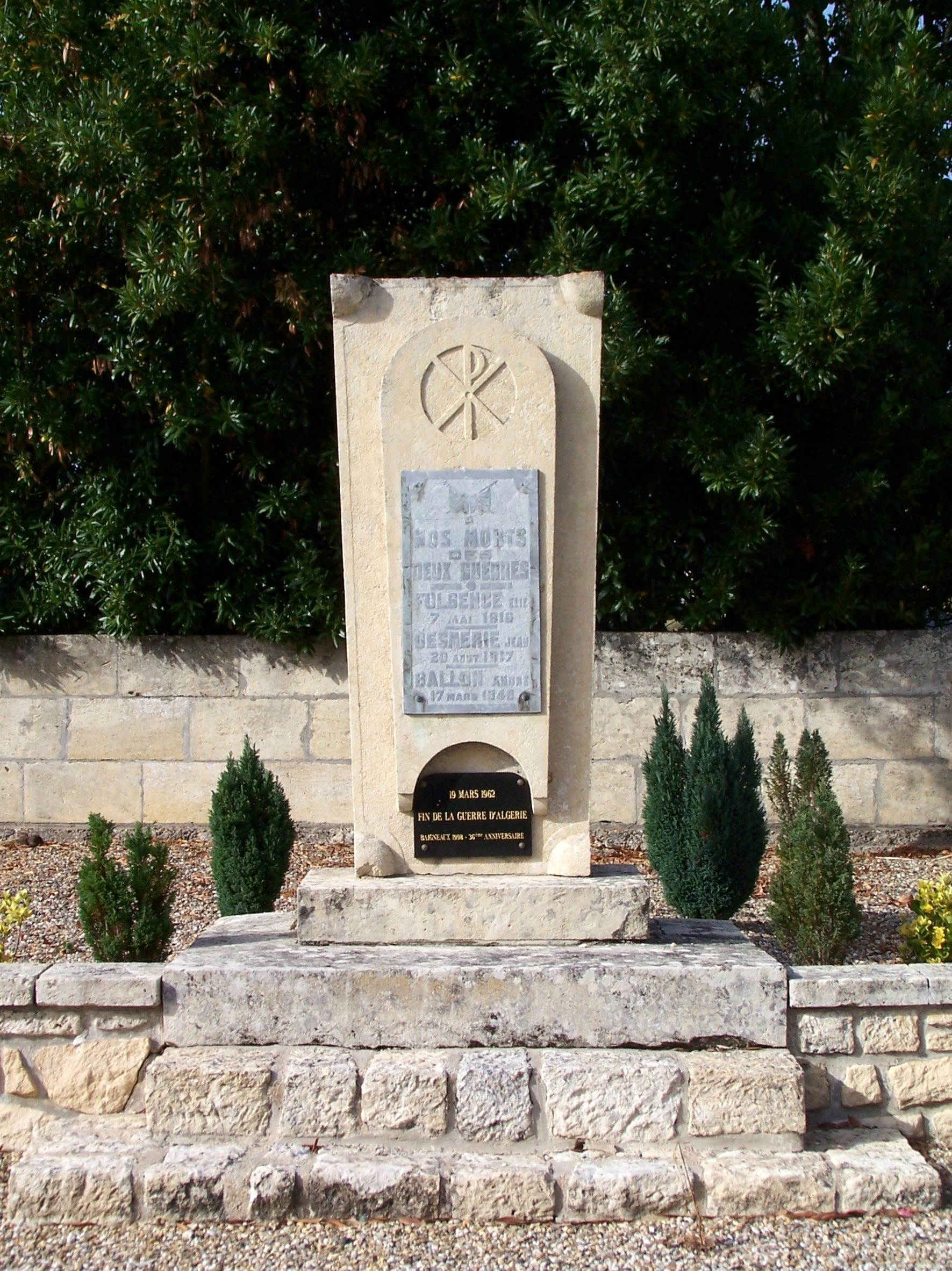
Gefallenendenkmal